# Papírsárkány

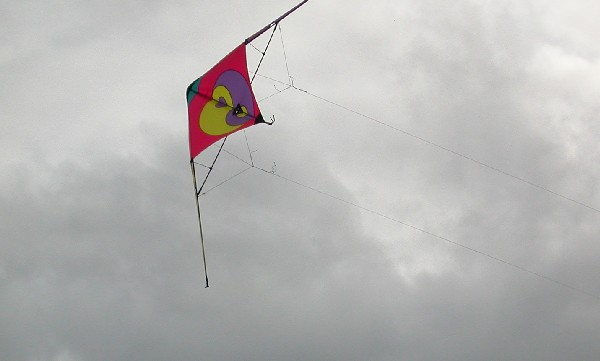
Deltaszárny alakú, kétzsinóros sportsárkány

A papírsárkány (zsinóros sárkány vagy papírcsászár) a levegőnél nehezebb repülő játékszer és sporteszköz. A ma is használatos kínai nevét (fengzhengnek, azaz „széllel zengő”) a Tang-korban kapta. Nem véletlen a névválasztás, ugyanis ebben az időszakban a sárkányokat elsősorban hadászati célokra használták, segítségével tudták felmérni például a seregek közti távolságot, sok esetben pedig bambuszból készült sípot szereltek rá, így hangot is adott. Ez az időszak azért is jelentős, mert ekkor vált a sárkányeregetés szórakozássá.

## Története

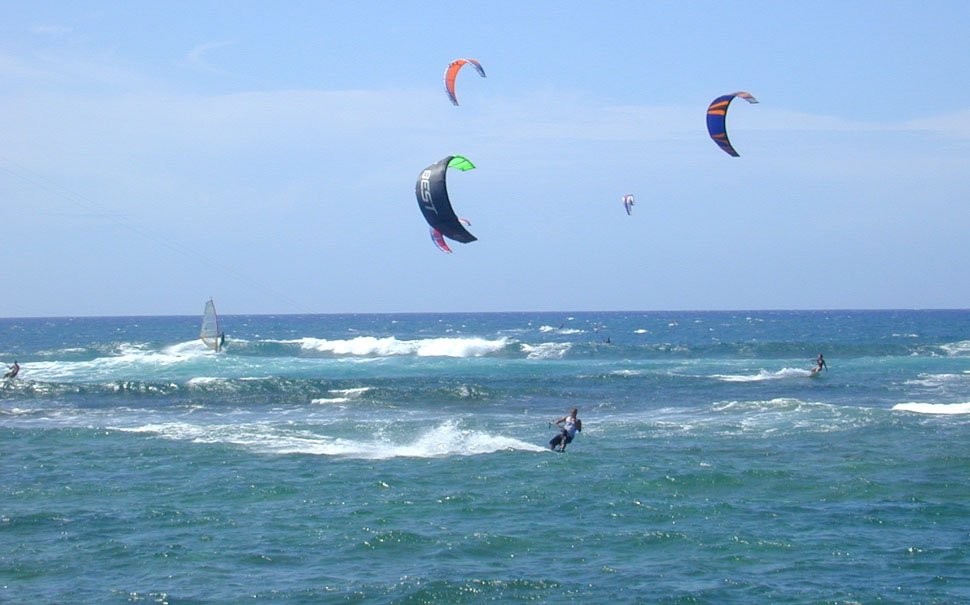
Sárkányos szörfözők a hawaii O‘ahu sziget mellett

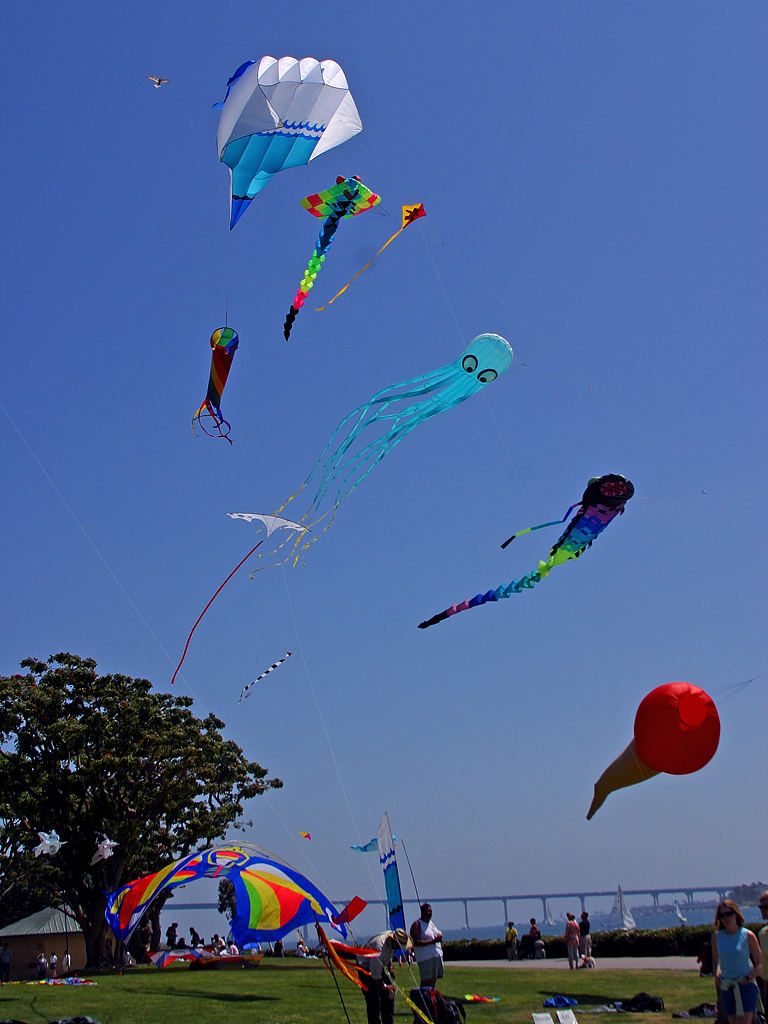

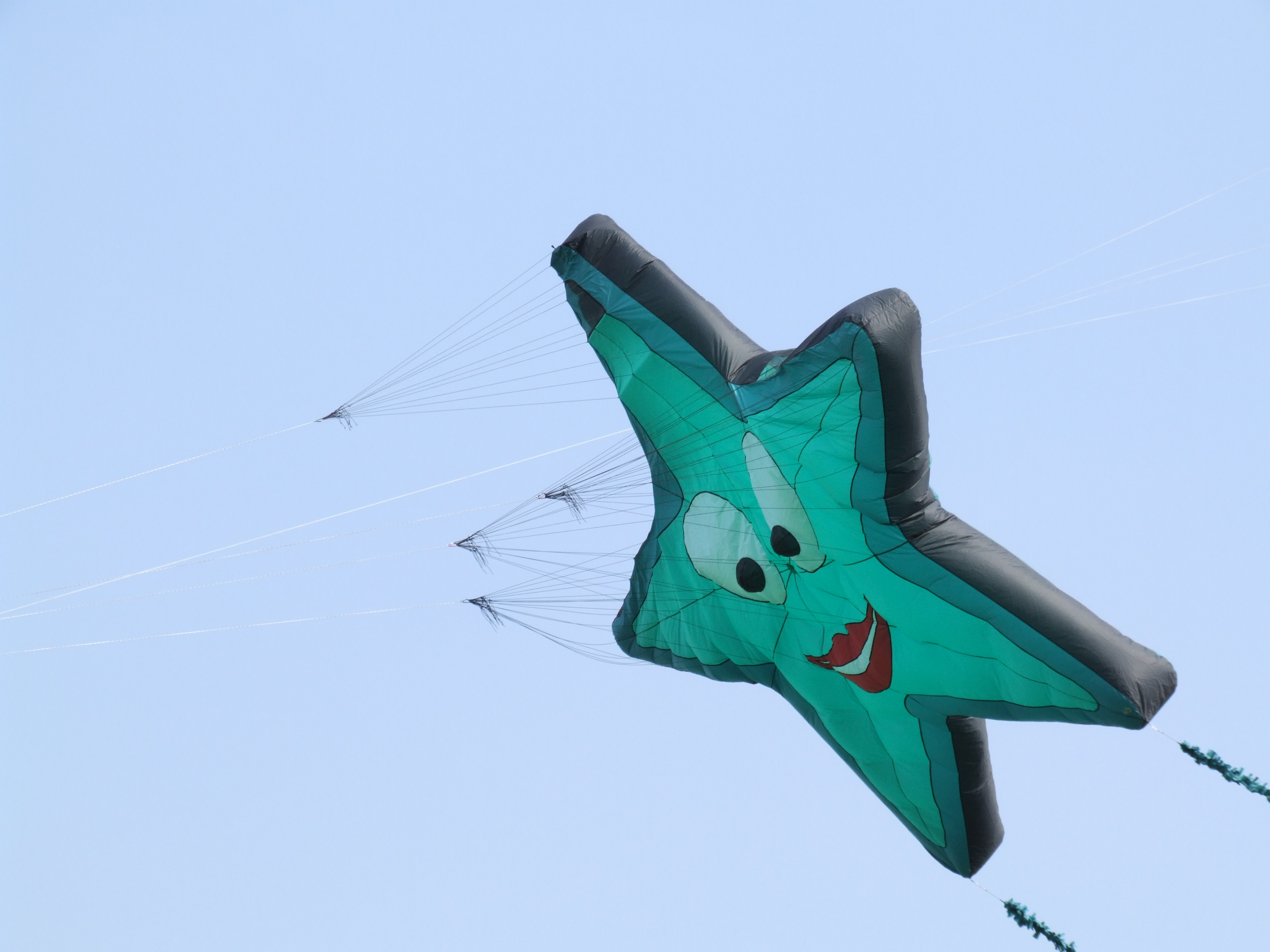

Legrégebbi írásos említése és ábrázolása Kínából származik, kb. i. e. 200-ból, de ekkor már legalább 200 éve ismert volt. Kínából elterjedt egész Ázsiában. 1000 körül ismerték és használták Japánban és Koreában; 1500 előtt eljutott Malajziába, Indonéziába és Thaiföldre. Közben módosult, különböző változatai jelentek meg.
Európában a 13. században jelent meg. Az 1700-as években Párizsban annyira népszerű volt, hogy a sárkányeregetők közötti konfliktusokat elkerülendő szabályozni kellett a közparkok rendjét.
1752-ben Benjamin Franklin egy sárkánnyal végzett kísérlettel bizonyította be, hogy a villámlás elektromos kisülés.
1948-ban Francis Rogallo szabadalmaztatta az ún. flexi sárkányt, amely elvezetett az első modern sárkányrepülők modelljéhez.
1963-ban Domina Jalbert feltalálta a háromdimenziós parafoil sárkányt, amelynek alapján kifejlesztették az irányítható ejtőernyő típusokat.
1988-ban Peter Lynn olyan irányítható sárkányokat készített, amelyekkel gépkocsit lehet vontatni . Innen a nevük: vontatósárkány.